# Bromuro de mercurio(II)
El bromuro de mercurio(II), también conocido como bromuro mercúrico, es un compuesto químico de fórmula química HgBr2. Tiene iones de mercurio y bromuro cuyo mercurio está en su estado de oxidación +2. Este sólido cristalino blanco es un reactivo de laboratorio. Al igual que el cloruro de mercurio(II), es extremadamente tóxico.

## Propiedades
El bromuro de mercurio(II) es un sólido incoloro muy tóxico. Puede formar mezclas explosivas con potasio. También reacciona violentamente con el indio a altas temperaturas. Es corrosivo.

## Preparación
El bromuro de mercurio se puede preparar directamente a partir de los elementos en presencia de agua o haciendo reaccionar el bromuro de mercurio(I) con mercurio:
{\displaystyle \mathrm {Hg+Br_{2}\longrightarrow HgBr_{2}} }
Puede obtenerse también mediante la reacción del óxido de mercurio(II) con ácido bromhídrico o desproporcionando el bromuro de mercurio(I).

## Usos
Se utiliza como reactivo en una reacción en química orgánica, la reacción de Koenigs-Knorr.
También se utiliza para detectar arsénico,  el cual reacciona con hidrógeno para producir arsina, que reacciona con el bromuro de mercurio(II) para volverlo amarillo o marrón:
{\displaystyle \mathrm {AsH_{3}+HgBr_{2}\longrightarrow As(HgBr_{3})+HBr} }
El bromuro de mercurio blanco se vuelve amarillo, marrón o negro si la muestra contiene arsénico.